# Koosh Ball

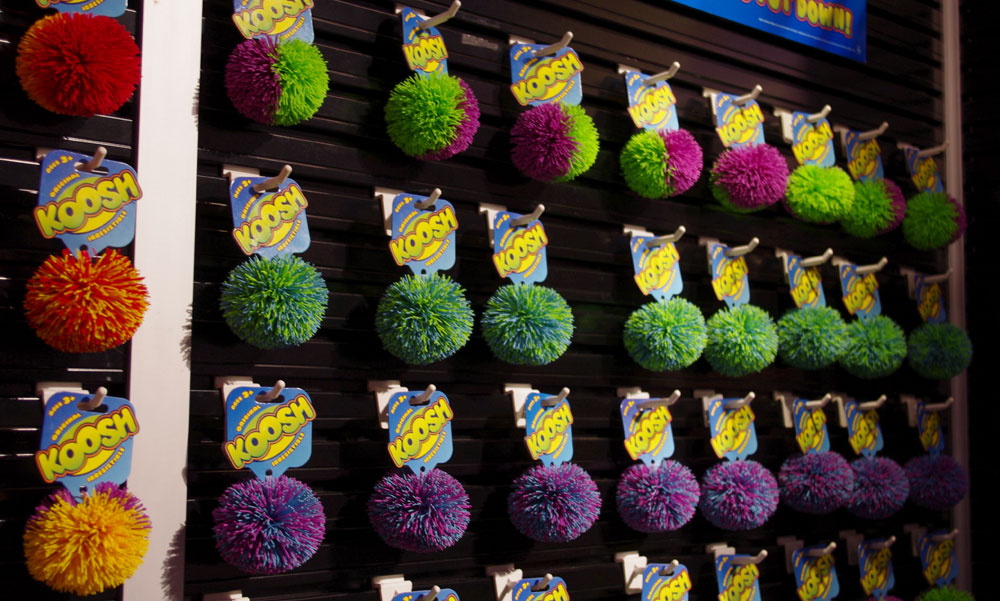
Koosh-Bälle auf einer Spielzeugmesse.

Ein Koosh Ball ist ein Spielzeugball, der aus einzelnen Gummifäden (-schnüren) besteht, die im Inneren des Balls zu einem weichen Kern aus Gummi zusammengefügt werden.
Erfunden wurde er 1986 von Scott Stillinger, der für seine fünfjährige Tochter und seinen achtjährigen Sohn ein Spielzeug suchte, das einfach zu halten und werfen war. Benannt wurde er nach dem Geräusch, das er macht, wenn er auf einer Oberfläche landet. Gemeinsam mit seinem Schwager Mark Button, der zuvor als Marketingmanager bei Mattel gearbeitet hat, gründete Stillinger 1987 die OddzOn Products Inc., um seine Erfindung zu vermarkten. 1988 zählte der Koosh Ball zu einigen der begehrtesten Weihnachtsgeschenke auf dem amerikanischen Markt. Später erweiterte das Unternehmen seine Produktreihe um mehr als 50 auf dem Koosh Ball basierende Produkte: Schlüsselanhänger, Baseball-Sets und Jo-Jos. Die Zahl der bis heute verkauften Koosh Bälle liegt im Bereich von mehreren Millionen.
Der Ball an sich besteht aus annähernd 2000 Gummifäden – hergestellt aus Kautschuk – und wird in vielen Farb- und Größenvariationen verkauft. Eine Variante war die Koosh Kins-Produktlinie, die Koosh Bälle mit Cartoon-Gesichtern und -Händen beinhaltete. Diese Koosh Kins wurden durch Archie Comics’ kurzer Comicserie populär.

## Trivia
In der Fernsehserie King of Queens spielt in der Episode „Die Abschiedsparty“ – Originaltitel „Eggsit Strategy“ (S6E08) – ein Koosh Ball, den Deacon Palmer von seinem Sohn Kirby zum Geburtstag geschenkt bekommt, eine wichtige Rolle.